# Augustine-Suzanne Brohan
Pour les articles homonymes, voir Brohan.
Augustine-Suzanne Brohan, née le 29 janvier 1807 à Vernon et morte le 14 août 1887 à Fontenay-aux-Roses, est une comédienne française.

## Biographie
Augustine-Suzanne Brohan naît à Vernon le 29 janvier 1807. Elle est la fille de Jacques Brohan cordonnier, et de son épouse, Élisabeth Sophie Lefrançois. 
Suzanne Brohan entre au Conservatoire à l'âge de onze ans, où elle suit l'enseignement de Lafont et de Saint-Prix. Elle obtient le deuxième prix de comédie en 1820, et le premier en 1821. Elle poursuit son apprentissage en province, en rejoignant une troupe itinérante qui se produit successivement à Orléans, Tours et Angers. 
Suzanne Brohan fait sa première apparition à Paris, à l'Odéon, en 1832 dans le rôle Dorine dans Tartuffe.
Son succès lui permet d'entrer à la Comédie-Française, où elle fait ses débuts le 15 février 1834, dans le rôle de Madelon dans Les Précieuses ridicules, et de Suzanne dans Le Mariage de Figaro.
Elle eut comme élève Suzanne Reichenberg et Jeanne Samary.
Elle est la mère d'Augustine Brohan et de Madeleine Brohan, et la grand-mère de Jeanne Samary. À sa mort, elle a été inhumée dans le caveau familial du cimetière de la ville Fresnes, où elle possédait une maison de campagne et où l'ont rejointe ses deux filles.

## Théâtre

### Carrière au Théâtre de l'Odéon
- 1823 : La Maison à deux portes, comédie de Ménétrier d'après Jean-François Cailhava de L'Estandoux
- 1823 : Une Journée de Vendôme, comédie de Drap-Arnaud : Blanche
- 1823 : Le Siège de Gênes ou le Comte d'Angoulême, comédie-vaudeville de Gentil, Fulgence, Ramond et Ledoux : Un page
- 1824 : Molière au théâtre, comédie de Romieu et Bayard
- 1824 : Les Trois genres, de Michel Pichat et Emmanuel Dupaty: Fanchette
- 1824 : Le Veuvage et les fiançailles, comédie
- 1827 : Le Mariage par procuration ou Les Enlèvements, comédie de T. Pein
- 1827 : L'Homme du monde, drame de Jacques-François Ancelot et Saintine : Suzette
- 1827 : L'Important, comédie de Jacques-François Ancelot : Toinette
- 1828 :  Les Éphémères, tragi-comédie de Louis-Benoît Picard et Édouard Mazères : Mlle Elomire

### Carrière au Théâtre du Vaudeville
- 1828 : Frontin mari garçon, comédie-vaudeville d'Eugène Scribe et Mélesville : Denise
- 1828 : Les Poletais, comédie-vaudeville de Charles Dupeuty : Madeleine[6]
- 1829 : Le Cousin Frédéric, comédie-vaudeville de Balisson de Rougemont, Étienne Arago et Alexandre Basset : Toinette
- 1829 : Marie Mignot, vaudeville de Jean-François Bayard et Paul Duport : Marion Delorme
- 1833 : La Camargo, comédie de Charles Dupeuty et Louis Marie Fontan : Mlle Briant